# Tarot (film)
Tarot är en amerikansk skräckfilm från 2024. Filmen är regisserad av Spenser Cohen och Anna Halberg efter dem tillsammans med Nicholas Adams.
Filmen hade biopremiär i Sverige den 3 maj 2024, utgiven av SF Studios.

## Handling
Filmen kretsar kring en grupp vänner som bryter mot regeln för tarotläsningar, att aldrig använda någon annans kortlek. En efter en hamnar de i en kapplöpning mot döden för att undkomma det öde som förutspåtts i deras läsningar.

## Rollista (i urval)
- Harriet Slater
- Jacob Batalon
- Avantika
- Adain Bradley
- Humberly González
- Olwen Fouéré
- Wolfgang Novogratz
- Larsen Thompson